# راندي كروس
راندي كروس (بالإنجليزية: Randy Cross)‏ هو لاعب كرة قدم أمريكية أمريكي، ولد في 25 أبريل 1954 في بروكلين في الولايات المتحدة.

## وصلات خارجية
- راندي كروس على موقع مرجع كرة القدم المحترفة.كوم (الإنجليزية)